# Château du Chiroux
Le château du Chiroux est situé sur la commune de Peyrat-la-Nonière, dans le département de la Creuse, région Nouvelle-Aquitaine, en France.

## Présentation
Ce château-fort, originellement du XIIe siècle, est le plus ancien des quatre monuments historiques de la commune. La campagne principale de construction date néanmoins du XVe siècle et XVIe siècle.